# Lerista macropisthopus
Lerista macropisthopus — вид сцинкоподібних ящірок родини сцинкових (Scincidae). Ендемік Австралії.

## Підвиди
Виділяють чотири підвиди:
- Lerista macropisthopus macropisthopus (Werner, 1903) — внутрішні райони на південному заході ареалу;
- Lerista macropisthopus remota Storr, 1991 — центральна частина ареалу;
- Lerista macropisthopus fusciceps Storr, 1991 — західне узбережжя і сусідні внутрішні райони;
- Lerista macropisthopus galea Storr, 1991 — регіон Нижнього Мерчисона[en].

## Поширення і екологія
Lerista macropisthopus широко поширені в прибережних і внутрішніх районах Західної Австралії. Вони живуть в напівсухих чагарникових заростях і лісах, серед опалого листя. Відкладають яйця.